# Atlantisk pukkeldelfin
Den atlantiske pukkeldelfin, også kaldet Atlanterhavs-pukkeldelfin, er et havpattedyr af delfinfamilien. Arten er kendt for at hjælpe fiskerne ved Kap Timiris i Mauretanien med at jage fiskene ind i deres net.

## Udseende
Atlantisk pukkeldelfin ligner den velkendte delfinart, øresvin, men har en markant pukkel og en ret lille rygfinne. Den er nært beslægtet med den indopacifiske pukkeldelfin. Arten vejer 100-150 kg og har en længde på 2-2,5 meter. Som nyfødt er den 1 meter lang.

## Udbredelse
Atlantisk pukkeldelfin er udbredt fra Mauretanien mod syd og øst langs Afrikas kyst til Cameroun og muligvis Angola. Den menes at være særlig talrig ved Senegals og Mauretaniens kyster. Den foretrækker lavt vand på under 20 meters dybde, især mangroveområder.

## Levevis
Føden er fisk, og atlantisk pukkeldelfin færdes i flokke på oftest 5 til 7 individer. Den kommer typisk op til overfladen hver 40. eller 60. sekund, men kan være neddykket i flere minutter. Den kan svømme på siden og vinke med luffen. Især unge dyr springer hyppigt op af vandet, og kan lave baglæns kolbøtter. Den er svær at komme nær og rider sjældent på bovbølgen efter skibe.